# Corneto
O corneto é um instrumento musical da família dos aerofones, recurvo e de seção cônica internamente e, externamente, quase sempre perfilado em forma octogonal. Na Europa é conhecido desde o medievo. O instrumento assume sua forma definitiva a partir do século XV e foi usado até o barroco tardio, entrando em declínio por volta de 1640. Bach ainda  utilizou o corneto em algumas das suas cantatas.

## Construção
O corneto tem a forma de um tubo, tipicamente com cerca 60 centímetros de longo, feito de madeira, marfim ou, no caso de alguns modelos reconstruídos modernos, de ebonite, com tocar comum aos instrumentos de madeira.
A seção atravessada do instrumento normalmente é octogonal e é tido de couro, com os buracos que penetram esta coberta.
O corneto está ligeiramente curvada, normalmente para a direita, melhorando o conforto do intérprete que então toca os buracos superiores com a mão esquerda e o inferior com a direita: esta posição é praticamente o padrão para os instrumentos de madeira.
Ao fim superior do instrumento há um bocal pequeno, do tipo desses usado nos instrumentos de metal onde a vibração é gerada com os lábios.
Por isto o corneto é um instrumento de construção incomum entre instrumentos de sopro; um corpo ao estilo dos de madeira (clarinete, flauta doce, fagote), com um bocal - e por conseqüência a geração do som - para o estilo dos metais (trombone, trompete, corneta).
Vários especialistas asseguram que a última característica é a mais importante, com o que classificam a corneta entre os metais. Em particular o sistema de classificação de instrumentos de Hornbostel-Sachs, localiza ao instrumento entre as trompetes.
Os intérpretes puristas do corneto tendem a usar um bocal menor, o mesmo que precisam para poder interpretar instrumentos de metal modernos, outra opção é tornear a base dos bocais atuais de forma que eles possam calçar no corpo do corneto.

## Repertório
Históricamente, o corneto foi usado em conjunto com a sacabuxa, geralmente para dobrar o coro da igreja. Isso foi particularmente popular em Veneza, em igrejas como a Basílica de São Marcos, onde utilizou-se frequentemente o estilo, especialmente nos coros de antífonas. Giovanni Bassano foi um exemplo de virtuoso do cornetto, e Giovanni Gabrieli escreveu muita de sua esplendorosa música polifônica pensando nesse instrumento.
Heinrich Schütz também empregou extensamente o corneto em seus primeiros trabalhos. Estudou em Veneza com Gabrielli, e conhecia a música de Bassano.
Como ocorre com quase todos os instrumentos renascentistas e barrocos, o corneto também era confeccionado em uma família completa. Os diferentes tamanhos configuravam o agudo cornetino, o corneto, o corneto tenor e o raro corneto baixo. O serpentão substituiu largamente o corneto baixo durante o século XVII. Outras versões incluem o corneto mudo, que é um instrumento reto com bocal integrado e silencioso o suficiente para ser utilizado acompanhado por viola ou mesmo flauta doce.
O corneto também foi utilizado como um instrumento solo, e uma grande quantidade de música composta para solo de corneto (e/ou violino) sobrevive. O uso do instrumento declinou a partir de 1700 embora ainda fosse comum na Europa até o final do século XVIII. Johann Sebastian Bach, Georg Philipp Telemann e seus contemporâneaos alemães empregaram tanto o corneto como o cornetino em cantatas, em uníssono com as vozes soprano do coro. Em ocasiões, esses compositores alocaram o corneto em partes solo, por exemplo, na cantata de O Jesu Christ, meins Lebens Licht, BWV 118.
Alessandro Scarlatti usou o corneto, ou pares de cornetos, em várias de suas óperas. Johann Joseph Fux usou um par de cornetos mudos em um Requiem. Uma das últimas composições conhecidas foi da ópera Orfeu e Eurídice de Gluck, na qual sugere-se o trombone soprano como alternativa ao instrumento.

## Técnica
Em geral, o corneto é considerado um instrumento difícil de tocar. Carrega um desenho que já não é mais visto em nenhum instrumento moderno. Isto é, o tubo principal tem a largura dos instrumentos de sopro de madeira, mas o bocal é igual ao dos metais, o que obriga o intérprete a produzir a vibração sonora com os lábios. A maioria dos instrumentos de metal são consideravelmente mais largos que o corneto, o que permite empregar a ressonância do tubo para controle mais eficaz da afinação.
A época da música barroca foi relativamente tolerante a respeito do brilho e da qualidade tonal extrovertida, conforme atestam os órgãos da época que ainda existem. Assim, o teórico da música barroca Marin Mersenne descreve o som do corneto como "um raio de sol perfurando as sombras". Ainda assim, há evidências de que o corneto era frequentemente mal tocado, ainda que tenha sido tocado com mais perfeição que a maioria dos instrumentos de madeira. Seu registro superior soa como um trompete, enquanto seu registro grave lembra a sabuxa que constantemente o acompanha. O registro médio tem som no estilo de um lamento, que não é atrativo quando tocado "solo".
Como resultado de seu desenho, o corneto requer uma embocadura especial que é cansativa quando se toca por tempo prolongado, produz cansaço ao ser tocado por tempo prolongado. Dessa maneira, os intérpretes dos instrumentos de madeira acabaram prestando atenção, como alternativa,  a um instrumento que começava a se desenvolver no barroco: o oboé.

## O corneto e a música antiga
Como resultado do renascimento da música antiga no século XX, o corneto foi redescoberto e, como em sua época, atrai os intérpretes mais aperfeiçoados.
Em muitas peças (particularmente aquelas de compositores do Barroco inicial ao médio, como Claudio Monteverdi, Giovanni Gabrieli, Francesco Cavalli, Girolamo Frescobaldi, Giovanni Battista Riccio, Dario Castello, Antonio Bertali, Pavel Josef Vejvanovský, Jan Křtitel Tolar, Michael Praetorius, Johann Hermann Schein, Samuel Scheidt, Sebastian Knüpfer, Johann Schelle, Johann Pachelbel, Giovanni Felice Sances, Johann Joseph Fux, Johann Heinrich Schmelzer, Heinrich Ignaz Franz von Biber, Andreas Hofer, Alessandro Stradella, Matthew Locke, John Adson e Heinrich Schütz) o corneto é instrumento indispensável, e o resultado não é o mesmo quando ele é substituído por outro instrumento. Seus substitutos mais comuns nas insterpretações atuais são o violino, a flauta doce, o trompete moderno em Si bemol, o oboé e o saxofone soprano.